# 克雷數學研究所
克雷數學研究所（英語：Clay Mathematics Institute，簡稱CMI）是非營利私人機構，總部在新罕布什尔州彼得堡。機構的目的在於促進和傳播數學知識。它給予有潛質的數學家各種獎項和資助。它在1998年由商人蘭頓·克雷和哈佛大學數學家亞瑟·傑夫（Arthur Jaffe）創立，蘭頓·克雷資助。

## 千禧年大獎難題
克雷數學研究所最為人熟知是它在2000年5月24日公佈的千禧年大獎難題。這七道問題被研究所認為是「重要的經典問題，經許多年仍未解決。」解答任何一題的第一個人將獲頒予一百萬美元獎金，所以這七道問題共值七百萬美元。克雷數學研究所的懸賞，參考了1900年希爾伯特的23個問題的做法，而希爾伯特以其問題深深地影響了20世紀的數學發展。

## 外部連結
- 克雷數學研究所* （页面存档备份，存于）

42°22′20″N 71°6′58″W / 42.37222°N 71.11611°W